# Tepuia cardonae
Tepuia cardonae är en ljungväxtart som beskrevs av A. C. Smith. Tepuia cardonae ingår i släktet Tepuia och familjen ljungväxter. Inga underarter finns listade i Catalogue of Life.